# (400113) 2006 UF16
(400113) 2006 UF16 es un asteroide perteneciente al cinturón de asteroides, descubierto el 17 de octubre de 2006 por el equipo del Mount Lemmon Survey desde el Observatorio del Monte Lemmon, Arizona, Estados Unidos.

## Designación y nombre
Designado provisionalmente como 2006 UF16.

## Características orbitales
2006 UF16 está situado a una distancia media del Sol de 2,766 ua, pudiendo alejarse hasta 3,138 ua y acercarse hasta 2,393 ua. Su excentricidad es 0,134 y la inclinación orbital 13,57 grados. Emplea 1680,27 días en completar una órbita alrededor del Sol.

## Características físicas
La magnitud absoluta de 2006 UF16 es 16,8.